# 如月瑞
如月 瑞（きさらぎ みず、2月11日 - ）は、日本のイラストレーター・原画家。女性。『ROYAL CROWN』というサークルでも活動している。
旧ペンネームは如月 水（読みは同じ）で、その由来は2月生まれであることから如月、水瓶座から水をとったもの。2012年よりペンネームを変更した。
うたたねひろゆきや狩野ハスミに憧れを持っている。

## 作品

### 如月 水名義

#### ゲーム
- 『new〜メイドさんの学校〜』（SUCCUBUS）　キャラクターデザイン・原画　※18禁
- 『W〜ウィッシュ〜』（プリンセスソフト）　キャラクターデザイン・原画
- 『ふぁいなりすと』（プリンセスソフト）　一部キャラクターデザイン
- 『D.C. Girl's Symphony 〜ダ・カーポ〜 ガールズシンフォニー』（サンクチュアリ）　キャラクターデザイン・原画
- 『もろびとこぞりて 〜JOY TO THE WORLD!THE LORD IS COME〜』（CLAPWORKS）　原画

#### 小説イラスト
- 『世界征服物語』シリーズ（著：神代明 / スーパーダッシュ文庫（集英社））
- 『エクリトワールの蝶』（著：生田美話 / 角川ビーンズ文庫（角川書店））
- 『魂葬屋奇談』シリーズ（著：九条菜月 / C★NOVELS（中央公論新社））
- 『浪漫神示』シリーズ（著：峰桐皇 / 講談社X文庫ホワイトハート（講談社））
- 『スイート☆ライン』シリーズ（著：有沢まみず） / 電撃文庫（エンターブレイン））
- 『D.C.Girl’s Symphony 桜色の恋心』（著：童本さくら） / 一迅社文庫アイリス（一迅社））
- 『君は純白―Sleeping Beauty』（著：RED FLAGSHIP） / ガッシュ文庫（海王社））

#### イラスト
- 『アクエリアンエイジ』（ブロッコリー）イラスト
- 『萌酎』（都城酒造）イラスト[1]

#### コミック
- 『君は純白』（原作：RED FLAGSHIP / 掲載『GUSH moetto』（海王社））ISBN 978-4796401579

### 如月 瑞名義

#### 小説イラスト
- 『もえぶたに告ぐ〜DRAMATIC REVENGE STORY〜』（著：松岡万作） / HJ文庫（ホビージャパン））
- 『魔法学園の天匙使い』（著：小泊フユキ） / このライトノベルがすごい!文庫（宝島社））
- 『異世界でも鍵屋さん』（著：黒六 / 宝島社）※2巻以降を担当。

#### コミック
- 『となりで。』（掲載『まんがタイムきらら』（芳文社））